# Wiaczesław Kunajew
Wiaczesław Michajłowicz Kunajew (ros. Вячеслав Михайлович Кунаев; ur. 23 grudnia 1976) – rosyjski biathlonista, reprezentujący także Białoruś. W Pucharze Świata zadebiutował 8 stycznia 1999 roku w Oberhofie, zajmując 34. miejsce w sprincie. Pierwsze punkty zdobył dwa tygodnie później, 22 stycznia 1999 roku w Anterselvie, gdzie zajął 19. miejsce w tej samej konkurencji. Nigdy nie stanął na podium indywidualnych zawodów PŚ, jednak 10 stycznia 1999 roku w Oberhofie i 11 grudnia 1999 roku w Pokljuce był drugi w sztafecie. Najlepsze wyniki osiągnął w sezonie 1998/1999, kiedy zajął 34. miejsce w klasyfikacji generalnej. W 1999 roku brał udział w mistrzostwach świata w Kontiolahti/Oslo, zajmując szóste miejsce w biegu indywidualnym. Nigdy nie wystąpił na igrzyskach olimpijskich.

## Osiągnięcia

### Mistrzostwa świata
| Rok  | Miejscowość      | Konkurencje | Konkurencje | Konkurencje | Konkurencje | Konkurencje | Konkurencje | Konkurencje |
| Rok  | Miejscowość      | IN          | SP          | PU          | MS          | RL          | MR          | SR          |
| ---- | ---------------- | ----------- | ----------- | ----------- | ----------- | ----------- | ----------- | ----------- |
| 1999 | Kontiolahti/Oslo | 6.          | –           | –           | –           | –           | nd.         | –           |

### Puchar Świata

#### Miejsca w klasyfikacji generalnej
| Sezon     | Miejsce |
| --------- | ------- |
| 1998/1999 | 34.     |
| 1999/2000 | ?       |
| 2000/2001 | -       |

#### Miejsca na podium chronologicznie
Kunajew nigdy nie stanął na podium indywidualnych zawodów PŚ.